# Acnemia angusta
Acnemia angusta är en tvåvingeart som beskrevs av Zaitzev 1982. Acnemia angusta ingår i släktet Acnemia och familjen svampmyggor. Arten är reproducerande i Sverige. Inga underarter finns listade i Catalogue of Life.